# Bisnius fimetarius
Bisnius fimetarius är en skalbaggsart som först beskrevs av Johann Ludwig Christian Gravenhorst 1802.  Bisnius fimetarius ingår i släktet Bisnius, och familjen kortvingar. Arten är reproducerande i Sverige.